# آلپامایو
آلپامایو (به اسپانیایی: Alpamayo) یک کوه در پرو است که در منطقه انکاش واقع شده‌است. آلپامایو ۵٬۹۴۷ متر بالاتر از سطح دریا واقع شده‌است.